# Galepsos (Thasische Peraia)

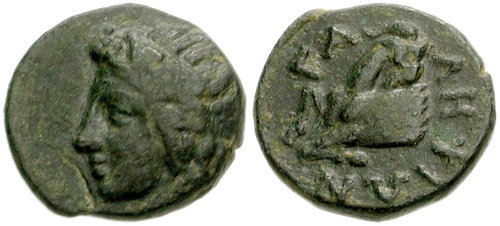
Bronzemünze aus Galepsos

Galepsos (altgriechisch Γαληψός) war eine griechische Hafenstadt in der thasischen Peraia am Strymonischen Golf. Sie wurde im 6. Jahrhundert v. Chr. als Kolonie der Stadt Thasos gegründet. Die Stadt lag 3 km östlich des modernen Ortes Kariani auf einem Gebiet, das heute Gaidurokastro (neugriechisch Γαϊδουρόκαστρο = Eselsburg) genannt wird am westlichen Ende des Symvolo-Gebirges. Der moderne Ort Galipsos wurde nach ihr benannt.
Nach der Überlieferung des antiken Schriftstellers Strabon lag Galepsos zwischen Phagres und Apollonia. Im 5. Jahrhundert v. Chr. war die Stadt Mitglied im Attischen Seebund. Sie leistete einen jährlichen Tribut von bis zu 9000 Drachmen, später sank dieser jedoch auf 1000 Drachmen. Im Winter 424 v. Chr. revoltierte Galepsos gegen Athen und schloss sich Sparta unter Brasidas an. Knapp zwei Jahre später, im Sommer 422 v. Chr., eroberte der athenische Feldherr Kleon die Stadt wieder zurück. Von 411 v. Chr. bis Mitte des 4. Jahrhunderts v. Chr. prägte Galepsos eigene Münzen. Auf die Münzen prägte man unter anderem den Kopf des Dionysos und auf der Rückseite das Vorderteil einer Ziege. 356 v. Chr. wurde die Hafenstadt von König Philipp II. von Makedonien zerstört. Später wurde sie wieder aufgebaut. Nach der verlorenen Schlacht von Pydna floh der makedonische König Perseus per Schiff nach Samothraki und machte am 23. Juni 168 v. Chr. in Galepsos einen Zwischenstopp. Die Stadt bestand bis in frühchristliche Zeit.

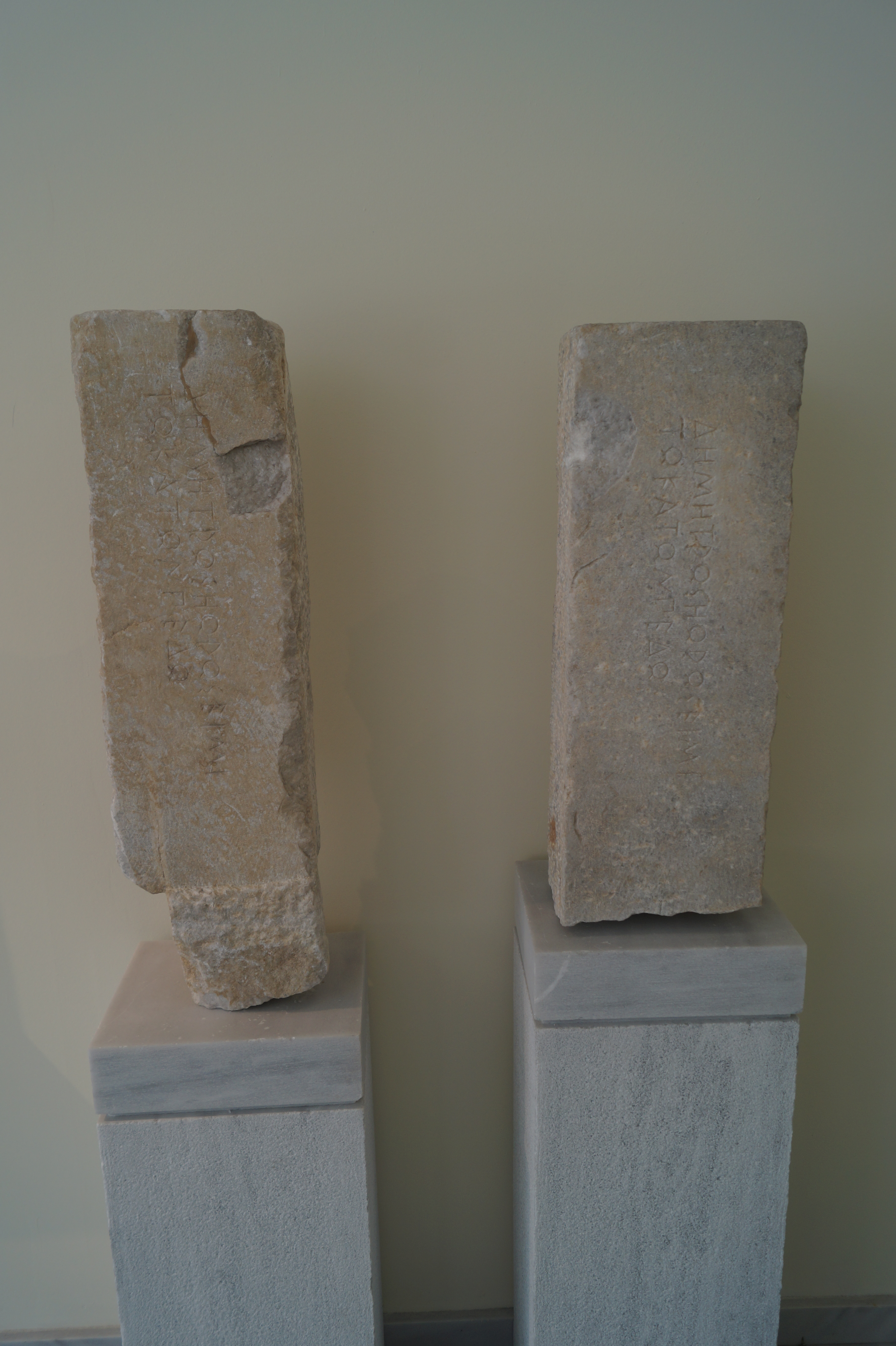
Grenzsteine des Demeterheiligtums

Nach der mythologischen Überlieferung war es der Heros Galepsos, der Sohn des Thasos und der Telephe, der die Stadt gründete und nach sich benannte (siehe auch Eponymer Heros). Bei Ausgrabungen fand man hauptsächlich Gräber. Außerdem fand man zwei Grenzsteine des Demeterheiligtums, aus deren Beschriftung hervorgeht, dass im Heiligtum ein Hekatompedon, also ein 100 Fuß langer Tempel, stand.